# أمراض التهابية مزيلة للميالين في الجهاز العصبي المركزي
الأمراض الالتهابية المُزيلة للميالين، وتسمى أحيانًا الأمراض الالتهابية المُزيلة للميالين مجهولة السبب بسبب بقاء بعض المسببات مجهولة لغاية الآن، ويعرّفها البعض أحيانًا كأشكال حدودية للتصلب المتعدد أو كأمراض مختلفة، ولكن يعتبرها آخرون طيفًا من الأمراض يختلف فقط من حيث الإزمان والشدة والمسار السريري.
يعتبر البعض التصلب المتعدد متلازمة وليس مرض وحيد. حتى عام 2019، عُثِر على ثلاثة أجسام مضادة ذاتية في مرض التصلب العصبي المتعدد غير النمطي الذي يضم أمراضًا منفصلة: الأمراض المضادة للأكوابورين 4 وأطياف الأمراض المضادة لبروتين الخلايا الدبقية قليلة التغصن المياليني السكري والنيوروفاسين. سُجِّلت أيضًا حالات من التصلب العصبي المتعدد المرتبطة باعتلال ليبر العصبي البصري الوراثي، بالإضافة إلى طيف الأمراض المرتبطة بعامل النخر الورمي المستحثة بالأدوية (والتي لا يمكن تمييزها عن التصلب المتعدد العادي بمعرفتنا الحالية).
يخضع هذا الموضوع لبحث مكثف ومن المتوقع أن تنمو قائمة الأجسام المضادة الذاتية للتصلب المتعدد في المستقبل القريب.

## الجدل حول التعريف
تستند جميع التعريفات الحالية لمرض التصلب العصبي المتعدد إلى مظهرها، وذلك لأن مسببات المرض لا تزال غير معروفة. يعتمد التعريف الأشيع على معايير ماكدونالد التي تتطلب وجود آفات مزيلة للميالين مفصولة في المكان والزمان مع استبعاد كل حالة معروفة مزيلة للميالين.
تعرض هذا التعريف غير المحدد إلى الانتقاد. فبالنسبة لبعض الأشخاص، حول هذا مرض التصلب العصبي المتعدد إلى اضطراب غير متجانس مع مشاكل مسببة عديدة. إلى جانب ذلك، فإن المشكلة التكميلية لا زالت موجودة أيضًا. بحسب ماكدونالد، يقوم مرض التصلب العصبي المتعدد على توزع الآفات فقط، ووفقًا لذلك سيصنف التوائم الذين يعانون من نفس المرض المسبب بشكل مختلف.
أخيرًا، يؤدي استبعاد كل مرض معروف أيضًا إلى بعض المشاكل؛ إذ يمكن وضع مرضى التصلب المتعدد المصنفين بشكل صحيح خارج الطيف بعد اكتشاف مشكلتهم الأساسية المسببة للمرض. على سبيل المثال، صُنِّف التهاب النخاع والعصب البصري سابقًا ضمن طيف التصلب العصبي المتعدد، لكنه خرج منه حاليًا على الرغم من عدم تغير تعريف المرض.
لا يتوفر حاليًا اختبار تشخيصي واحد حساس ونوعي بنسبة 100٪ للتصلب المتعدد.

## التعريفات الباثولوجية والسريرية
تقترح معايير ماكدونالد تشخيصًا سريريًا بناءً على تعريف باثولوجي، قائلةً إن التشخيص يعتمد على ظهور آفات يختلف انتشارها بالمكان والزمان. قد تسبب أمراض أخرى آفات مماثلة، ولهذا وجب على التعريف استبعاد الأمراض المعروفة المسببة لمثل تلك الآفات.
يسبب هذا التعريف المفتوح العديد من المشاكل. على سبيل المثال، قبل اكتشاف الأمراض المرتبطة بالأجسام المضادة للأكوابورين 4 في عام 2006، كان من الصحيح تصنيف معظم مرضى التصلب المتعدد البصري والنخاعي كمرضى تصلب متعدد، لكنهم يعتبرون حاليًا مصابين بالتهاب النخاع والعصب البصري. كلا التشخيصين صحيحين على الرغم من عدم تغير التعريف (على ما يبدو).
وفقًا لبعض أخصائيي علم الأمراض، يحتاج الأمر تعريف باثولوجي بسبب امتلاك التعريفات السريرية مشاكل تتعلق بالتشخيص التفريقي، ويقولون إنهم يستخدمون دائمًا تعريفًا باثولوجيًا في المقالات المتعلقة بالتشخيص بأثر رجعي بعد الوفاة. يُنظر لتعريف التصلب المتعدد على أنه كيان سريري محض بسبب حاجة الأطباء الممارسين إلى وضع التشخيص في أقرب وقت ممكن، وبهذا هم يعتمدون على إيجابية التعريف السريري المعياري الذي سُمِّي لاحقًا بالتصلب المتعدد المؤكد سريريًا (معايير بوزر) أو ببساطة التصلب المتعدد (معايير ماكدونالد).
يؤدي كلا التعريفين إلى نتائج مختلفة. على سبيل المثال، تكون الآفات القشرية المتمادية تحت الأم الحنون هي الموجودة الأكثر نوعية لمرض التصلب العصبي المتعدد، حيث توجد هذه الآفات لدى مرضى التصلب المتعدد حصريًا، ولكن لا يمكن اكتشافها إلا عن طريق تشريح الجثة بعد الوفاة. لذلك، ستملك أي طريقة تشخيص أخرى نتائج إيجابية خاطئة.